# Nitokra pietschmanni
Nitokra pietschmanni är en kräftdjursart som beskrevs av Claude Chappuis 1934. Nitokra pietschmanni ingår i släktet Nitokra och familjen Ameiridae. Inga underarter finns listade i Catalogue of Life.